# Horodenka
Horodenka (in ucraino Городе́нка?) è una città ucraina (8812 abitanti) nel distretto di Kolomyja, nell'oblast' di Ivano-Frankivs'k. Ospita l'amministrazione della comunità territoriale di Horodenka, una delle comunità territoriali dell'Ucraina.
Fino al 18 luglio 2020 Horodenka è stata il centro amministrativo del distretto di Horodenka, abolito come parte della riforma amministrativa dell'Ucraina, che ha ridotto a sei il numero dei distretti dell'oblast' di Ivano-Frankivs'k. L'area del distretto di Horodenka è stata fusa nel distretto di Kolomyja.